# El Carrizal, Atoyac
El Carrizal är en ort i Mexiko.   Den ligger i kommunen Atoyac och delstaten Jalisco, i den centrala delen av landet, 400 km väster om huvudstaden Mexico City. El Carrizal ligger 1 932 meter över havet och antalet invånare är 116.
Terrängen runt El Carrizal är kuperad. Runt El Carrizal är det ganska glesbefolkat, med 26 invånare per kvadratkilometer. Närmaste större samhälle är Teocuitatlán de Corona, 10,6 km norr om El Carrizal. I omgivningarna runt El Carrizal växer i huvudsak blandskog.